# Beamys hindei
Beamys hindei é uma espécie de roedor da família Nesomyidae. Pode ser encontrada no Quénia, Tanzânia, Malawi, e Zâmbia. Adicionalmente, sua presença no Moçambique é incerta.
Os seus habitats naturais são: florestas subtropicais ou tropicais húmidas, do nível do mar a cerca de 2100 metros de altitude. Está ameaçada por perda de habitat.